# Karzeł 3
Karzeł 3 (tytuł oryg. Leprechaun 3; inne tłum. Mściwy Karzeł, Mroczny karzeł 3 ) – amerykański film fabularny z 1995 roku, wyreżyserowany przez Brian Trenchard-Smitha.

## Fabuła
Do Lombardu w Las Vegas zostaje oddana statua Karła z magicznym medalionem na szyi. Po zdjęciu medalionu Leprechaun ożywa. Właściciel lombardu kradnie złotą monetę skrzata, jednak ten zabija go. W tym samym czasie Scott McCoy przychodzi do lombardu i zabiera tę monetę, przypadkowo odkrywając jej umiejętność spełniania życzeń. Niezadowolony skrzat zaczyna poszukiwanie swojej własności w kasynie Las Vegas.

## Obsada
- Warwick Davis – Karzeł
- John Gatins – Scott McCoy
- Lee Armstrong – Tammy Larsen
- Caroline Williams – Loretta
- John DeMita – Fazio
- Michael Callan – Mitch